# Lavans-Vuillafans
Lavans-Vuillafans é uma comuna francesa na região administrativa de Borgonha-Franco-Condado, no departamento de Doubs. Estende-se por uma área de 10,16 km². Em 2010 a comuna tinha 244 habitantes (densidade: 24 hab./km²).